# Абрахамсон, Ленни
Леонард «Ленни» Абрахамсон (англ. Leonard "Lenny" Abrahamson; род. 30 ноября 1966, Дублин) — ирландский кинорежиссёр, сценарист и монтажёр.

## Карьера
Изучал физику и философию в Тринити-колледже Дублина. В 20 лет выиграл стипендию на получение докторской степени по философии Стэнфордского университета. Какое-то время спустя бросил университет и вернулся в Ирландию, чтобы заняться производством фильмов.
Снимал рекламные ролики и короткометражные фильмы. В 2004 году снял первый полнометражный фильм «Адам и Пол».
В 2012 году получил премию IFTA за лучший фильм («Что сделал Ричард»), который стал самым успешным ирландским фильмом 2012 года.

## Фильмография

### Кино
- 2004 — Адам и Пол / Adam & Paul[англ.]
- 2007 — Заправка / Garage
- 2012 — Что сделал Ричард / What Richard Did
- 2014 — Фрэнк / Frank
- 2015 — Комната / Room
- 2018 — Маленький незнакомец / The Little Stranger

### Телевидение
- 2007 — Процветание / Prosperity
- 2016 — Шанс / Chance (2016, 2 эпизода, также исполнительный продюсер)
- 2020 — Нормальные люди / Normal People (шесть эпизодов, также исполнительный продюсер)

## Награды и номинации
| Год  | Премия                                 | Категория                   | Фильм        | Результат |
| ---- | -------------------------------------- | --------------------------- | ------------ | --------- |
| 2004 | Ирландская академия кино и телевидения | Лучший режиссёр фильма      | Адам и Пауль | Победа    |
| 2007 | Ирландская академия кино и телевидения | Лучший режиссёр фильма      | Заправка     | Победа    |
| 2007 | Ирландская академия кино и телевидения | Лучший режиссёр телевидения | Процветание  | Победа    |
| 2007 | Каннский кинофестиваль                 | CICAE                       | Заправка     | Победа    |
| 2014 | Премия британского независимого кино   | Лучший режиссёр             | Фрэнк        | Победа    |
| 2016 | Оскар                                  | Лучшая режиссёрская работа  | Комната      | Номинация |